# Gelis alpinus
Gelis alpinus là một loài tò vò trong họ Ichneumonidae.